# Actinostrobus
Actinostrobus é um género de conífera pertencente à família Cupressaceae.
O gênero apresenta três espécies, nativas da Austrália.

## Espécies
- Actinostrobus acuminatus
- Actinostrobus arenarius
- Actinostrobus pyramidalis